# Шадрадж-е-Софлі
Шадрадж-е-Софлі (перс. شادراج سفلي) — село в Ірані, у дегестані Сіярстак-Єйлакі, у бахші Рахімабад, шагрестані Рудсар остану Ґілян. У переписі 2006 року вказане як окремий населений пункт, але без відомостей про чисельність населення.

## Клімат
Середня річна температура становить 10,05°C, середня максимальна – 25,61°C, а середня мінімальна – -6,15°C. Середня річна кількість опадів – 421 мм.
| Клімат поселення                              | Клімат поселення | Клімат поселення | Клімат поселення | Клімат поселення | Клімат поселення | Клімат поселення | Клімат поселення | Клімат поселення | Клімат поселення | Клімат поселення | Клімат поселення | Клімат поселення | Клімат поселення |
| Показник                                      | Січ.             | Лют.             | Бер.             | Квіт.            | Трав.            | Черв.            | Лип.             | Серп.            | Вер.             | Жовт.            | Лист.            | Груд.            |                  |
| Середній максимум, °C                         | 4,29             | 4,66             | 7,14             | 13,44            | 18,94            | 23,12            | 25,61            | 25,48            | 21,70            | 18,27            | 11,72            | 6,33             |                  |
| Середня температура, °C                       | −0,93            | −0,55            | 1,93             | 8,24             | 13,73            | 17,91            | 20,81            | 20,68            | 16,91            | 13,47            | 6,92             | 1,52             |                  |
| Середній мінімум, °C                          | −6,15            | −5,76            | −3,28            | 3,02             | 8,52             | 12,68            | 16,02            | 15,88            | 12,11            | 8,66             | 2,13             | −3,27            |                  |
| Норма опадів, мм                              | 39               | 42               | 63               | 48               | 39               | 14               | 12               | 11               | 16               | 42               | 46               | 49               |                  |
| Середньомісячна швидкість вітру, м/с          | 1.94             | 2.48             | 2.64             | 2.70             | 2.36             | 2.29             | 2.18             | 1.97             | 1.86             | 1.80             | 2.22             | 1.91             |                  |
| Середньомісячна сонячна радіація, кДж/м²·день | 7672             | 10075            | 12572            | 16533            | 20498            | 23284            | 23201            | 20592            | 17257            | 12468            | 9372             | 7353             |                  |
| --------------------------------------------- | ---------------- | ---------------- | ---------------- | ---------------- | ---------------- | ---------------- | ---------------- | ---------------- | ---------------- | ---------------- | ---------------- | ---------------- | ---------------- |
| Джерело:                                      |                  |                  |                  |                  |                  |                  |                  |                  |                  |                  |                  |                  |                  |